# Venerdì Santo a Romagnano Sesia
La rappresentazione del Venerdì Santo è una sacra rappresentazione che si svolge durante la Settimana Santa, con cadenza biennale, a Romagnano Sesia, in provincia di Novara.

## Storia

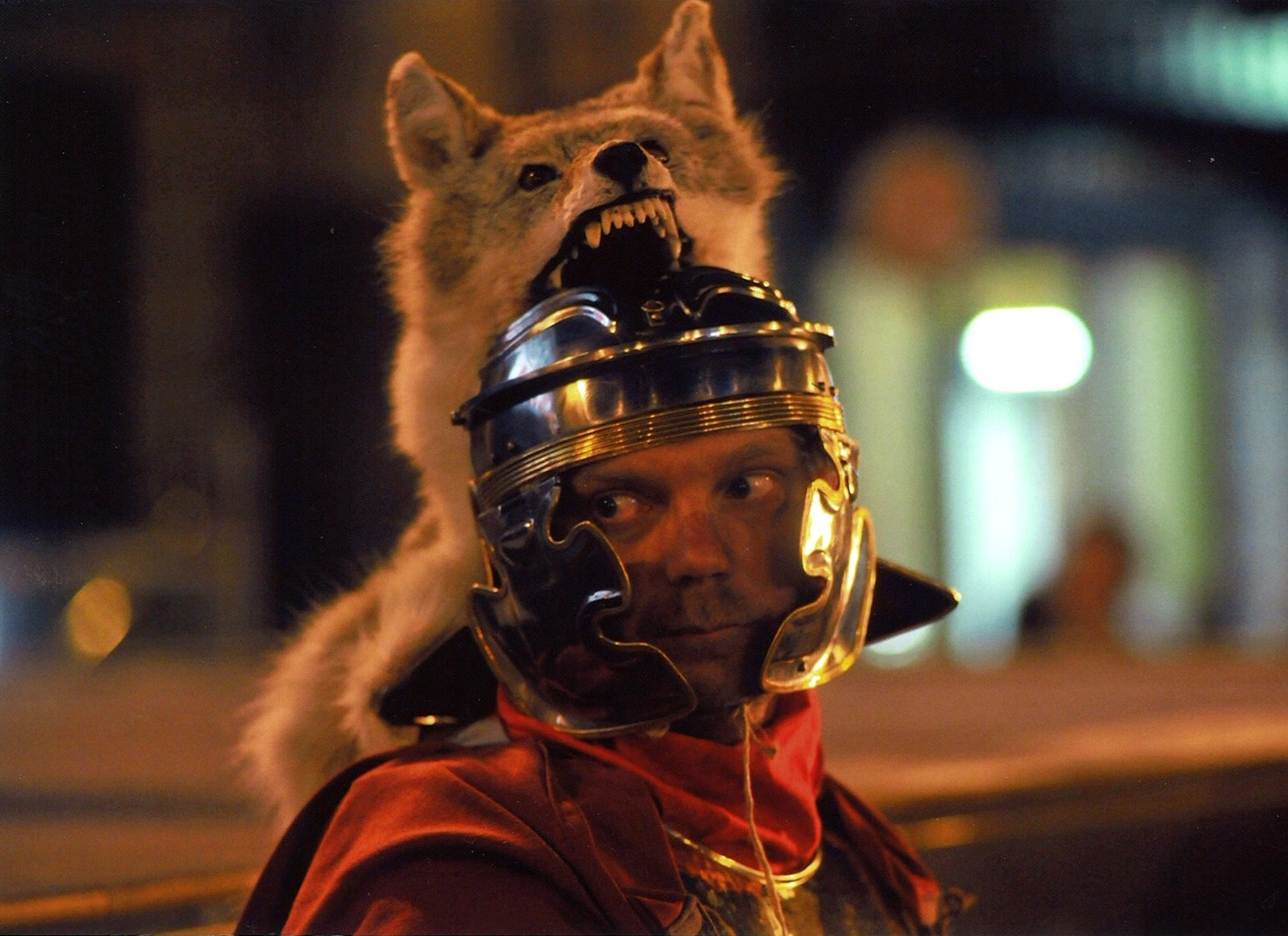
Signifero al Venerdì Santo, Romagnano Sesia (NO)

Ricerche storiche e studi sull'istituto del Santo Enterro, poi chiamato Venerdì Santo di Romagnano Sesia, evidenziano il tema di religiosità e pietà popolare come fenomeno che esprime, al suo interno, alcuni orientamenti di osservazione significativi.
Il primo è quello di privilegiare il dramma sacro teso a riprodurre con fedeltà e impatto visivo, i fatti storici della Passione di Cristo: come a dire una forma di pubblica e commovente lettura del Vangelo fatto nelle piazze e lungo le vie.
Quindi la partecipazione popolare e concorde della comunità che, come nei Misteri Medioevali, è al tempo stesso protagonista e spettatore del dramma sacro. Altra caratteristica, non certo marginale, è il carattere festoso del rito, che può suscitare sconcerto in chi vi assiste ma non partecipa all'evento.
Su questo aspetto, limitato tuttavia al solo cerimoniale del mattino del Venerdì Santo costituzione delle milizie, consegna dei labari, omaggio al Governatore, è da considerare il duplice elemento che viene a comporre da un lato la devozione e la religiosità; dall'altro anche la storia stessa, antica e cospicua, di una comunità nella sua evoluzione sociale e culturale, che trova uno dei più alti motivi di espressione nel fatto religioso come essenza e valore di comunità. Sull'origine del Venerdì Santo esistono limitate documentazioni storiche, seppure significative; nella tipica situazione dei fenomeni autenticamente popolari che non sentono la necessità di tutele archivistiche perché eventi vivi e partecipati.
Si deve allo storico novarese don Angelo Luigi Stoppa, nel 1979, il merito di aver tracciato la prima ricerca storica e critica sull'evento romagnanese, e di aver informato storicamente la realtà del Venerdì Santo con una sottesa proposta, tuttavia non condivisa: quella di ricondurre l'evento alla genuinità originaria: le due processioni drammatiche con i simulacri del Cristo Morto e della Madonna Addolorata, la componente dell'apparato storico e con i personaggi tipici della manifestazione romagnanese. Quando nel 1729 si venne a costituire la Congregazione del Santo Enterro, Romagnano Sesia è un importante borgo con vivaci espressioni sociali, culturali e politiche; il Marchesato, costituito intorno all'anno Mille, è compreso nel Ducato di Milano, di dominio Spagnolo con una guarnigione di confine proprio nel borgo.
Dal punto di vista religioso è raccolto attorno alla celebre Abbazia di San Silano con Abati Commendatari, vescovi e cardinali, di provenienza esterna ma che non mancano di influenzare culturalmente e religiosamente la comunità. L'espressione della borghesia nobiliare e commerciale, opera con altre realtà e interscambi che portano idee ed esperienze nuove. 
Dal punto di vista culturale operano in diverse epoche artisti romagnanesi noti, alcuni dei quali esprimono testimonianze di quello che è l'immaginario religioso sul tema della Passione: Filippino Ragni, Pietro Francesco Renolfi, Giovanni Battista Crespi detto il Cerano, Silano Lenta, Bartolomeo Tettoni e Tarquinio Grassi.
Operano alcune confraternite, significative quelle di Santa Marta, San Giuseppe, Santo Spirito, sorte autonomamente e con riferimento alla Parrocchiale che aveva sede nelle due navate laterali dell'abbazia di San Silano. È in questo contesto che, nel 1729, inizia l'attività della Congregazione del Santo Enterro, contrazione popolare di Entierro che in casigliano significa Santa Sepoltura, confraternita che ha segnato, con la religiosità popolare, la storia culturale di Romagnano Sesia.
La rappresentazione se pur con modifiche di carattere organizzativo non ha mai subito particolari interruzioni se nonché in due sole circostanze dovute a cause di forza maggiore.
La prima interruzione è durata ben 11 anni durante la II Guerra Mondiale, ma dal 1949 il Comitato Pro Venerdì Santo è sempre riuscito ad onorare la tradizione lunga 3 secoli, fino ad arrivare al 2021 anno in cui la pandemia di COVID-19 ha costretto gli organizzatori ad annullare l’evento.

## Quadri
- Giovedì santo

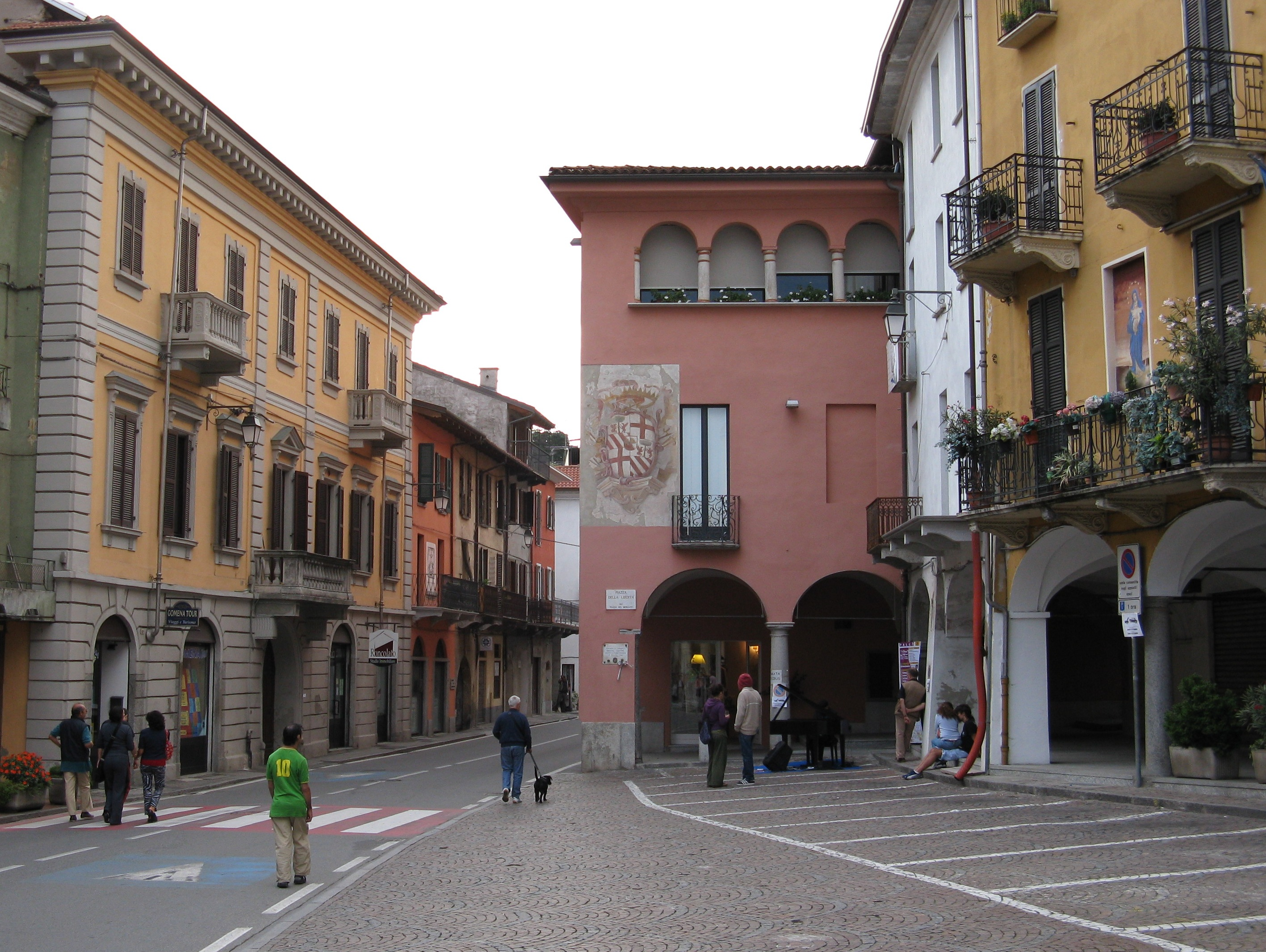
Piazza della Libertà, uno degli ambienti in cui si svolge la rappresentazione

- I Quadro - Cospirazione del Sinedrio, patto con Giuda (piazza Cavour)
- II Quadro - Ultima Cena: lavanda dei piedi e istituzione dell'eucaristia (piazzale Collegio Curioni)
- III Quadro - L'orto del Getzemani (parco della Rimembranza)
- IV Quadro Tribunale di Anna e Caifa (Piazza Cavour)
- V Quadro Il rinnegamento di Pietro (Piazza Cavour)

- Venerdì Santo
- ore 04.30 Passaggio delle "Tinebre"
- ore 05.30 Sveglia dei tamburini della Banda Musicale Cittadina
- ore 08.30 Cerimoniale - Costituzione delle Milizie, consegna dei Labari e omaggio al Governatore

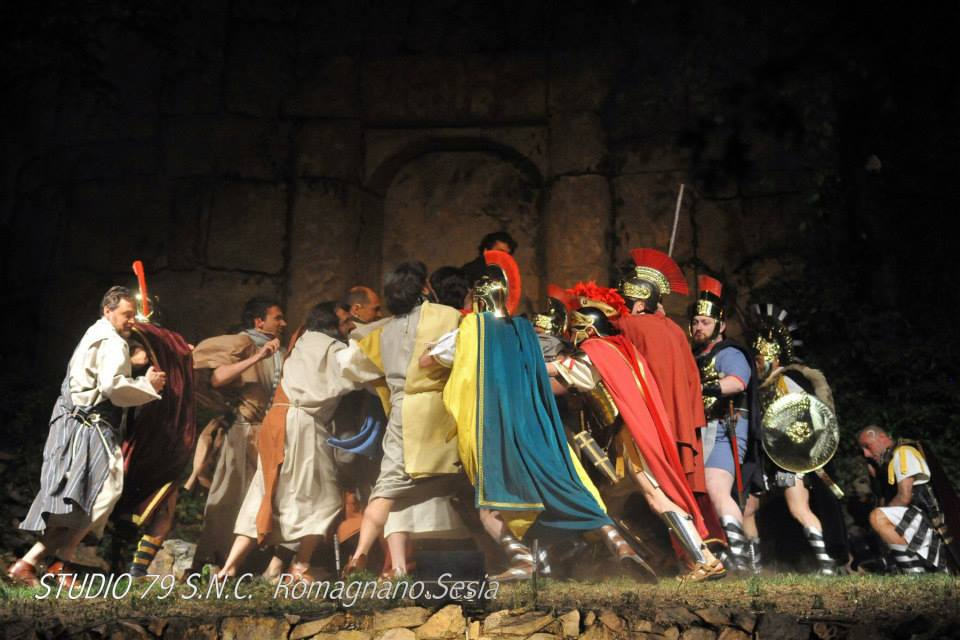
Una fase della cattura del Cristo presso l'orto degli ulivi

- Una fase della cattura del Cristo presso l'orto degli uliviOre 10.00 Trasporto della bara di Gesù Cristo dalla Chiese della Madonna del Popolo alla Chiesa Abbaziale
- Ore 11.00 Processione con la Madonna Addolorata
- Ore 15.00 Sacre Rappresentazioni
- VI Quadro Disperazione e morte di Giuda (Largo Antonelli)
- VII Quadro Gesù al tribunale di Pilato (Piazza Libertà)
- VIII Quadro Gesù al tribunale di Erode (Piazza Libertà)
- IX Quadro Gesù ritorna al tribunale di Pilato (Piazza Libertà)
- X Quadro La Flagellazione (Piazza Libertà)
- XI Quadro Salita al Calvario, incontro con le Pie Donne, il Cireneo (Via dei Martiri). La Crocifissione (Parco della Rimembranza).
- Ore 20.15 - Grande Processione solenne.

- Il Sommo Sacerdote Caifa durante il processo a GesùSabato santo
- Ore 20.30 Sacre Rappresentazioni

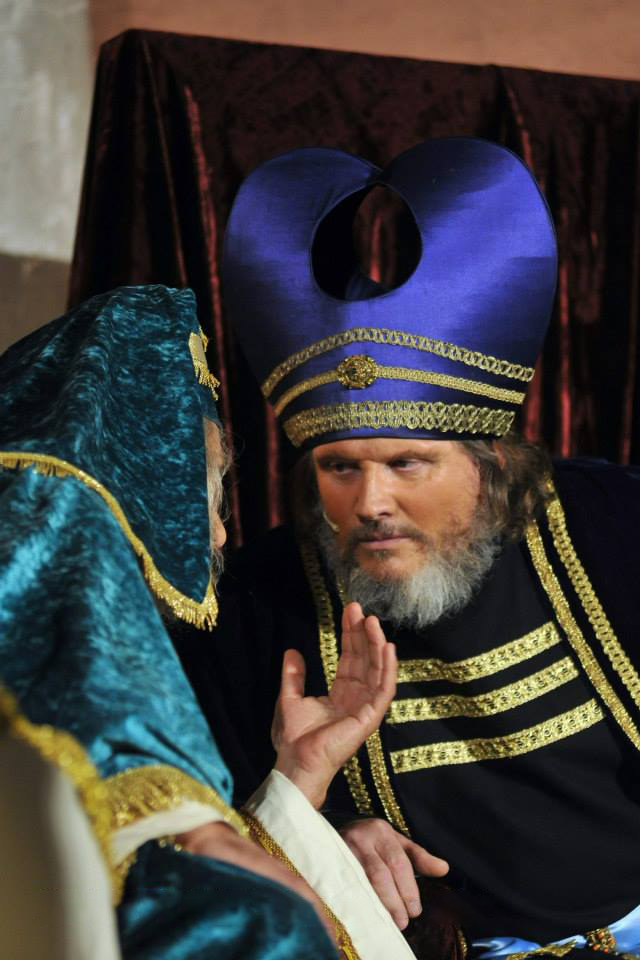
Il Sommo Sacerdote Caifa durante il processo a Gesù

- Venerdì Santo dei Ragazzi (Ultima cena, Gesù al tribunale di Pilato  di Erode, l'angoscia del cenacolo)

- XII Quadro Il Sinedrio delibera di chiedere a Pilato le guardie per il Sepolcro (piazza Cavour)
- XIII Quadro I Sommi Sacerdoti si recano da Pilato (piazza Libertà)
- XIV Quadro L'angoscia nel cenacolo (piazzale collegio Curioni)
- XIV Quadro Resurrezione di Cristo (parco della Rimembranza).
- Pasqua
- Ore 20.30 Edizione speciale in notturna
- I Quadro - Ultima Cena: lavanda dei piedi e istituzione dell'eucaristia (piazzale Collegio Curioni)
- II Quadro - L'orto del Getzemani (parco della Rimembranza)
- III Quadro Tribunale di Anna e Caifa (Piazza Cavour)
- IV Quadro Il rinnegamento di Pietro (Piazza Cavour)
- V Quadro Disperazione e morte di Giuda (Largo Antonelli)
- VI Quadro Gesù al tribunale di Pilato (Piazza Libertà)
- VII Quadro Gesù al tribunale di Erode (Piazza Libertà)
- VIII Quadro Gesù ritorna al tribunale di Pilato (Piazza Libertà)
- IX Quadro La Flagellazione (Piazza Libertà)
- X Quadro Salita al Calvario, incontro con le Pie Donne, il Cireneo (Via dei Martiri)
- XI Quadro La Crocifissione (Parco della Rimembranza).
- XII Quadro Resurrezione di Cristo (parco della Rimembranza)